# Pseudorellia nigrinotum
Pseudorellia nigrinotum är en tvåvingeart som beskrevs av Tokuichi Shiraki 1933. Pseudorellia nigrinotum ingår i släktet Pseudorellia och familjen borrflugor.
Artens utbredningsområde är Taiwan. Inga underarter finns listade i Catalogue of Life.